# 外分泌腺

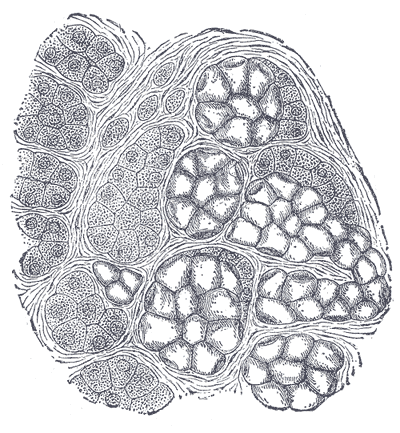
ヒトの顎下腺

外分泌腺（がいぶんぴせん、英: exocrine gland）は、外分泌細胞からの分泌顆粒が直接ないし導管を介して体表あるいは管腔の上皮表面に放出される腺。腺細胞が集合する領域を終末部と呼ぶ。腺細胞と上皮との位置関係により上皮内腺、上皮腺、上皮外腺に、終末部と導管の組み合わせにより管状腺、房状腺、胞状腺、管状胞状腺、管状房状腺に分類される。外分泌されるものとして汗、皮脂、乳、消化液などが存在する。